# Ніклас Яльмарссон
Ніклас Яльмарссон (швед. Niklas Hjalmarsson; 6 червня 1987, м. Екше, Швеція) — шведський хокеїст, захисник. Виступає за «Аризона Койотс» у Національній хокейній лізі.
Вихованець хокейної школи ХК «Екше». Виступав за ГВ-71 (Єнчопінг), ХК «Оскарсгамн», «Рокфорд АйсХогс» (АХЛ), «Чикаго Блекгокс», ХК «Больцано» (локаут).
В чемпіонатах НХЛ — 469 матчів (16+85), у турнірах Кубка Стенлі — 114 матчів (2+25).
У складі національної збірної Швеції учасник зимових Олімпійських ігор 2014 (6 матчів, 0+0), учасник чемпіонату світу 2012 (8 матчів, 0+3). У складі молодіжної збірної Швеції учасник чемпіонату світу 2007. У складі юніорської збірної Швеції учасник чемпіонату світу 2005.
Досягнення
- Срібний призер зимових Олімпійських ігор (2014)
- Володар Кубка Стенлі (2010, 2013, 2015)
- Бронзовий призер юніорського чемпіонату світу (2005).